# Strömstad–Sandefjord

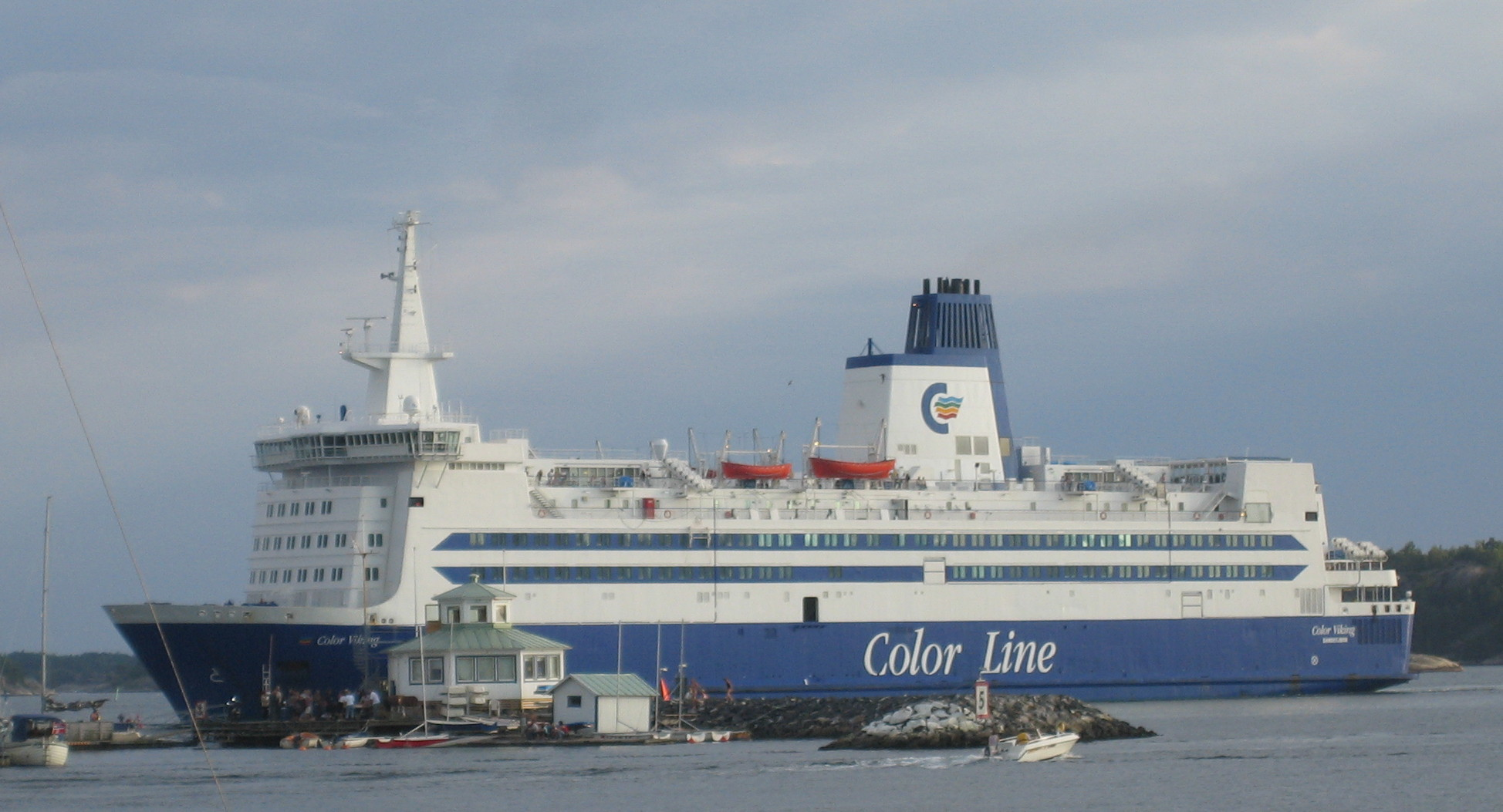
M/S Color Viking angör Strömstad

Det går en bilfärjelinje mellan Strömstad i norra Bohuslän (Sverige) och Sandefjord i södra Vestfold (Norge). Turen går fem-sex gånger dagligen i varje riktning och tar 2 ½ timme. Rederiet är Color Line. Inget vägnummer följer linjen. Eftersom färjan går mellan Sverige som är EU-medlem och Norge som inte är det, finns taxfree-försäljning ombord.

## Hamnar
Hamnen i Strömstad ligger omedelbart söder om centrum, cirka 200 meter från järnvägsstationen. Hamnen i Sandefjord ligger också nära centrum, en dryg kilometer från järnvägsstationen.
Om man åker bil hittar man i båda städerna hamnen genom att följa skyltning med färjesymbol.

## Fartyg
Fartygen heter M/S Bohus och M/S Color Viking. 
M/S Color Viking tar 1720 passagerare och 340 personbilar och är på 9 149 BRT.
M/S Bohus tar 1165 passagerare och 240 personbilar och är på 19 763 BRT och 137 meters längd.